# Гарут, Жозеф
Жозеф Гарут (или Жаруте; фр. Joseph Garoute; 1854 — 1935; Марсель) — французский шашист, входивший в конце XIX — начале XX веков в группу ведущих мастеров Франции.

## Биография
Шашечная деятельность Жозефа Гарута главным образом связана с Марселем, чемпионом которого Гарут неоднократно становился. В то же время на протяжении нескольких десятков лет Гарут был участником целого ряда соревнований международного значения таких как:
- 1894 год, международный турнир в Лионе — 6 место;
- 1895 год, международный турнир в Марселе — 4-5 места с Исидором Вейсом;
- 1912 год, чемпионат мира в Роттердаме — 8-9 места;
- 1921 год, полуфинал чемпионата Франции — 4 (последнее) место;
- 1922 год, матч с Бенедиктом Шпрингером −3+0=7
- 1924 год, международный турнир в Марселе — 5 место;
- 1924 год, матч с Мариусом Фабром +0-0=3
- 1931 год, чемпионат мира в Париже — 6 место.

Член (с 28 августа 1912 года) символического клуба победителей чемпионов мира Роба Клерка.
Скончался Гарут в начале 1935 года в возрасте 80 лет.